# Belgisch kampioenschap zijspancross 2018
Het Belgisch kampioenschap zijspancross 2018 is een door de Belgische Motorrijdersbond (BMB) georganiseerd kampioenschap voor zijspancrossers. 
De 52e editie van het Belgisch kampioenschap werd gereden over vier manches, met name in Moerbeke, Lommel, Gooik en Hasselt. 

## Erelijst
| Datum    | Locatie  | Goud                                    | Zilver                                  | Brons                                   |
| -------- | -------- | --------------------------------------- | --------------------------------------- | --------------------------------------- |
| 11 maart | Moerbeke | Marvin Vanluchene / Ben Van den Bogaart | Thomas Cermak / Ondreij Cermak          | Yens Delmotte / Tom Verbrugghe          |
| 29 april | Lommel   | Arne Dierckens / Luc Rostingt           | Marvin Vanluchene / Ben Van den Bogaart | Julien Veldman / Glenn Janssens         |
| 27 mei   | Gooik    | Arne Dierckens / Luc Rostingt           | Julien Veldman / Glenn Janssens         | Marvin Vanluchene / Ben Van den Bogaart |
| 15 juli  | Hasselt  | Marvin Vanluchene / Ben Van den Bogaart | Daniël Willemsen / Robbie Bax           | Arne Dierckens / Luc Rostingt           |

| Stand  | duo                                     | punten |
| ------ | --------------------------------------- | ------ |
| Goud   | Marvin Vanluchene / Ben Van den Bogaart | 220    |
| Zilver | Kristof Santermans / Kostas Beleckas    | 163    |
| Brons  | Arne Dierckens / Luc Rostingt           | 160    |
| 4      | Julien Veldman / Glenn Janssens         | 132    |
| 5      | Thomas Cermak / Ondreij Cermak          | 53     |